# Охмућевићев грбовник
Охмућевићев грбовник је настао у периоду између 1584. и 1594. године за потребе србокатоличког морепловца Петра (Педра) Охмућевића и у њему се налазе, многобројни историјски, али и апокрифни грбови јужнословенских земаља, као и властелинских породица из тих земаља. Иако ово није најстарији грбовник овакве врсте на јужнословенском простору, његова појава представља почетак стварања серијала тзв. „илирских грбовника“ који су махом копије овог.
Петар, који је био адмирал шпанске „Непобедиве армаде“, наручио га је, а можда чак и сам направио, да би доказао припадност своје породице српском племству, односно да му то наводно право буде потврђено и у Шпанској империји. Његов грбовник је представљен као копија неког старијег грбовника који је наводно пронађен на Светој гори и према истим подацима, направио га је лични хералд цара Душана (краљ 1331—1346, цар 1346—1355) „бан од цимерије Станислав Рупчић“ 1340. године.
Међутим, многа истраживања рађена током 20.тог вијека, су Охмућевићев грбовник, као и његове наводе о стварању истог, одбацили уз оцјену да се ради о чистом фалсификату (употреба латинице уз ћирилицу, непостојање хералдике на том нивоу у Душановој држави, историјска неаутентичност већине грбова, непостојање једног дијела земаља чији се грбови у њему појављују, итд) са историјске тачке гледишта. Ипак, са проналаском доказа о стварном постојању породице Охмућевић током средњег вијека, појавила се сумња у овакав ранији став науке.
Значај Охмућевићевог грбовника лежи у чињеници да је он покренуо стварање других сличних грбовника, базираних на њему, који су одиграли кључну улогу у развоју и опстанку неких аутентичних хералдичких елемената међу Јужним Словенима на Балканском полуострву. Поред тога, грбовник је индиректно покренуо стварање тзв. Илирске идеје (односно југословенства) о јединственом народу (тј. Илирима) који живи на простору од Соче до Црног мора, а који је некада имао моћну државу на чијем се челу налазио народни цар Душан Силни, са свецом заштитником Светим Јеронимом (који је био Илир, а онда и заштитник свих Илира, тј. Јужних Словена).
Централно мјесто у грбовнику заузима грб Душановог царства. Постојао је став према којем се овај збирни грб сматрао прерађеним грбом Светог римског царства, на коме су грбови изборних кнежевина замењени, махом измишљеним грбовима јужнословенских и балканских држава. Без обзира на то Петру је 1594. године потврђена припадност племству и он је 1599. умро у Лисабону као дон Педро. Већ око 1595. године се појавио нови илирски грбовник (Коренић–Неорић), за којим су уследили други, а дијелови Охмућевићевог грбовника су ушли и у састав „Краљевства Словена“ Мавра Орбинија 1601. године. Сам грбовник у свом оригиналном облику или препису није никад пронађен, те се његов изглед и садржај могу претпоставити једино на основу каснијих грбовника.